# Acropiesta micans
Acropiesta micans är en stekelart som beskrevs av Macek 1998. Acropiesta micans ingår i släktet Acropiesta, och familjen hyllhornsteklar. Arten är reproducerande i Sverige.